# Burg Weisenau
Die Burg Weisenau ist eine abgegangene Burg, die im dritten Drittel des 12. Jahrhunderts von dem Mainzer Stadtkämmerer und Weisenauer Vogt Dudo in dem vor Mainz gelegenen Dorf Weisenau erbaut wurde. Dudo, der sich ab diesem Zeitpunkt Dudo von Weisenau nannte, stammte aus dem im 12. Jahrhundert mächtigen Mainzer Ministerialengeschlecht der Meingote, das über mehrere Generationen das Amt der Stadtkämmerer innehatte.

## Zeitpunkt der Erbauung
Nach Ludwig Falck wurde die Burg 1163 und damit kurz nach dem Mord 1160 an Arnold von Selenhofen erbaut. Der Mainzer Historiker Stefan Grathoff hingegen sieht ihre Erbauungszeit irgendwann in dem Zeitraum zwischen 1153 und 1183 und präferiert dabei eine Erbauung unter dem kaisertreuen und wenig in seinem Mainzer Erzbistum weilenden Erzbischof Christian I. von Buch (1165–1183).

## Besitzverhältnisse
Unklar sind die folgenden Besitzverhältnisse der Burg. Ob diese als späte Strafmaßnahme nach der 1160 erfolgten Ermordung Erzbischofs Arnold von Selenhofen, an dem die Meingote führend beteiligt waren, eher unfreiwillig an Kaiser Friedrich I. Barbarossa abgetreten werden musste oder ob der Kaiser selbst den Burgbau förderte und ihm die Burg von dem kaisertreuen Mainzer Erzbischof Christian I. von Buch zur Verfügung gestellt wurde, lässt sich nicht eindeutig feststellen. Gesichert ist, dass die Burg unter Erzbischof Konrad I. von Wittelsbach um 1189 wieder zurück in den Besitz des Dudo gelangte. Er gab Dudo und seiner Familie die Burg als mainzisches Erblehen zurück und behielt somit als Erzbischof die Lehnshoheit über die Burg, die direkt in seinem unmittelbaren Machtbereich lag
Am 24. August 1192 stellte Kaiser Heinrich VI. im Beisein von Konrad I. von Wittelsbach in Wizinowe iuxta Maguntiam eine Urkunde aus, die gleichzeitig die erste urkundliche Erwähnung des Ortes war. Es wird allgemein angenommen, dass der Ausstellungsort die Burg Weisenau gewesen war. Nur fünf Tage später wird der bis dahin nur „Dudo der Kämmerer“ genannte Burgbesitzer in einer weiteren Urkunde von Heinrich VI., diesmal ausgestellt in Worms, erstmals „Dudo de Wizenowe“ genannt.

## Neue Besitzer und erste Zerstörung
Zu Beginn des 13. Jahrhunderts ging die Burg mangels erbberechtigter männlicher Nachkommen des Geschlechts von Weisenau über Guda von Weisenau und ihren Mann Werner II. von Bolanden an das Geschlecht derer von Bolanden über. Dies führte zu einem verstärkten Misstrauen der Mainzer Bürgerschaft gegen die unmittelbar vor den neu errichteten Stadtmauern gelegenen Burg und ihre neuen Besitzer. Die Wirren im Zuge der Auseinandersetzungen zwischen der staufischen und der päpstlichen Partei in den letzten Jahren Kaiser Friedrichs II. waren auch in Mainz zu spüren. Erzbischof Siegfried III. von Eppstein (1230–1249) gelang es 1244, die bis dahin kaisertreue Stadt Mainz auf die Seite des Papstes zu ziehen. Im Gegenzug sicherte er ihnen unter anderem zu, dass innerhalb einer Meile im Umkreis von Mainz keine Stadt oder Burg neu errichtet werden durfte. Die Mainzer Städter nutzten die Gelegenheit während der allgemeinen politischen Verwirrung und zerstörten irgendwann nach 1244 oder kurz vor 1250, wahrscheinlich dann mit Hilfe des gerade in der Stadt weilenden Gegenkönigs Wilhelm von Holland kurzerhand die Burg Weisenau. Die Zerstörung wurde als Maßnahme im Rahmen des Landfrieden bezeichnet. Zudem ließ sich die Mainzer Bevölkerung von Wilhelm von Holland rechtlich verbriefen, dass keine Festung im Umkreis von vier Meilen um die Stadt ohne ihre Zustimmung errichtet werden dürfe. Der Aufbau der Burg Weisenau, die im Besitz der Bolander blieb, wurde dabei ausdrücklich verboten. 1253 und nochmals 1259 gelang es den Mainzern, das komplette Burg- und Vorgelände mit den Ruinen der Burg zu erwerben. Sie hatten damit auf legale Weise die Kontrolle über die ehemalige Burg Weisenau erworben und konnten damit endgültig einen möglichen Wiederaufbau der Burg unter anderen politischen Bedingungen verhindern.

## Beginn des Wiederaufbaus und erneute endgültige Zerstörung
In der ersten Hälfte des 14. Jahrhunderts gab es noch einmal Bestrebungen, die Burg oder zumindest eine Befestigung der strategisch günstigen Anhöhe über dem Rhein südlich der Stadt wieder aufzubauen. Nach dem Tod des Erzbischofs Matthias von Buchegg kam es wegen der Neubesetzung des Bischofstuhls zu einem Machtkampf zwischen Kaiser Ludwig IV. (HRR) und seinem Kandidaten, Balduin von Luxemburg und Papst Johannes XXII., der Heinrich von Virneburg favorisierte. Die mächtige Mainzer Bürgerschaft unterstützte dabei die päpstliche Seite. Balduin von Luxemburg zog mit einem Trierer Heer vor die Stadt und drängte in zahlreichen kleineren Gefechten die Mainzer Truppen in die Stadt zurück. Danach befestigte er die umliegenden Klöster St. Alban und St. Jakob sowie das Stift St. Viktor und begann dazu noch, auf dem Gelände der Burg Weisenau neue Befestigungsanlagen zu errichten. Inwieweit er dazu Überreste der Burg nutzte, diese wieder aufbaute oder verstärkte, ist nicht ganz klar. In den Überlieferungen wird von neu errichteten Mauern und Gräben gesprochen. Die Mainzer Seite war sich der Gefahr dieser südlichen Befestigungslinie, die die Stadt lückenlos und strategisch hervorragend gelegen, einschloss und gingen zum Gegenangriff über. Am 10. August 1329 griffen städtische Truppen aus der Stadt heraus an und zerstörten im Handstreich St. Alban und St. Viktor. Die unweit von St. Viktor gelegene Baustelle der Burg Weisenau wurde ebenfalls angegriffen und völlig zerstört. Die Chronik des Klosters St. Alban berichtete: „[...] monasterium s. Albani et ecclesiam s. Victoris canonicorum saecularum una cum castro Weissenaw pro maxima parte destruxerunt.“ Danach wurde das Gelände der ehemaligen Burg Weisenau so vollständig seiner Steine beraubt und der Platz eingeebnet, dass sie seit diesem Zeitpunkt als abgegangene Burg gilt.

## Lage
Die Lage der Burg Weisenau lässt sich heute nicht mehr eindeutig bestimmen. Überreste der Burg wurden bisher nicht gefunden. Eine ungefähre Lokalisierung der Burganlage an der Burgstraße und in direkter Nähe zur Katholischen Pfarrkirche Mariä Himmelfahrt ist aber wahrscheinlich.